# Weinbach (Vöckla)
Der Weinbach ist ein kleiner Bach im Grenzgebiet Flachgau zu Hausruckviertel an der Landesgrenze Salzburg und Oberösterreich.

## Lauf und Benennung
Der Bach entspringt gut 5 Kilometer östlich von Straßwalchen an der Passlandschaft Hochfeld nördlich des Kogler Bergs. Das Quellgebiet umfasst den Weiher bei Schwandt und die Wiesen unterhalb Winkl.
Der Bach rinnt nordöstlich an Eingarten vorbei, wo er auf oberösterreichisches Gebiet wechselt, dann wieder südost- bis ostwärts an Volkerding vorbei. Hier folgt die Westbahnstrecke dem Tälchen. Der Weinbach passiert dann den Wald Langholz nördlich, während die Westbahn vor der Haltestelle Pöndorf bei Volkerding zum Eisbach in den Wald wechselt. Nördlich liegen hier Obermühlham und Untermühlham.

Direkt südlich von Pöndorf-Kirchham, bei Sonnleiten an der B1 vereinen sich Weinbach und der Kirchhamerbach, der von links von Westen vom Krenwald kommt. Sie nehmen noch den Eisbach auf, passieren das Dorf Schwaigern nördlich und nach weiteren 2 Kilometern münden sie in die Vöckla, kurz nach der Stelle, wo sich deren Oberlauf aus dem Mondseer Gebiet von Süden kommend nach Osten wendet (Abzweig der L1281 Vöcklatalstraße der B1), knapp 1½ km westlich von Frankenmarkt zwischen Auleiten und Schwertfern schon im Frankenmarkter Gemeindegebiet.
Der Name dieses letzten Abschnittes – ob Weinbach oder Kirchhamer Bach – ist in den hydrographischen Quellen unklar.
Der Weinbach ist vom Zusammenfluss bis in Quellgebiet mit knapp 6 Kilometer ausstationiert, die systematischen Gewässerkennzahlen geben aber den Kirchhamerbach als Nebengewässer des Weinbachs.
Die historische Bedeutung des Kirchdorfs Kirchham lässt vermuten, dass hier der Kirchhamerbach ortsüblich wichtiger war. Anderseits war hier bis 1779 österreichisch-baierisches Grenzgebiet,
und ist bis heute salzburgisch-oberösterreichisches, was Unklarheiten bei der Benennung möglich macht.
Der Name Weinbach findet sich schon bei G.M. Vischer 1667 für den Bach.
Der Franziszäische Kataster um 1830 gibt bei der heutigen L1281-Abzweigung Angerbach an und verzeichnet die kleinen Oberläufe ab dort gar nicht mehr.
Souvant 1857 stellt dann den Namen Angerbach zum Eisbach.
Die Ortslage Weinbach am Zusammenfluss – wie üblich nach dem einmündenden Bach benannt – ist aber jungen Datums.

## Geologie
Der Bach ist ein typisches Gerinne im Gletschervorfeld der größten Ausdehnung des Riß-Kaltzeitlichen Irrseegletschers als Gletscherzunge des Traungletschers, um 300.000 und 100.000 Jahre vor heute.
Der Oberlauf durchbricht die West–Ost-streichende Endmoräne Nößlbach–Unterroith (Rathberg) und die anschließend nordwest–südöstlich streichende bei Hechfeld und Volkerding, dann folgt er letzteren und einer Älteren, die nördlich bei Brunnwies nachweislich ist. Jenseits des Kirchhamerbachs liegt dann am Kobernaußerwaldfuß die Moränenzone des noch mächtigeren Mindel-Vorstoßes, über 400.000 Jahre alt.